# Hypercholesterinämie
Unter Hypercholesterinämie versteht man einen zu hohen Cholesterinspiegel im Blut. In der Literatur wird es auch in manchen Fällen gleichbedeutend mit Hyperlipoproteinämie verwendet.
Das sehr viel seltenere Gegenteil mit abnormal erniedrigtem Cholesterinspiegel wird als Hypocholesterinämie bezeichnet.
Im Allgemeinen wird ab einem Gesamtcholesterin im Blut von 200 mg/dl, dem zurzeit empfohlenen Grenzwert, von einer Hypercholesterinämie gesprochen. Abhängig von der Bestimmungsmethode wird das Blut bei Nüchternheit (12 Stunden nach der letzten Mahlzeit) oder auch bei nicht nüchternen Patienten untersucht. Die Hypercholesterinämie wird als relevanter Risikofaktor insbesondere für Arteriosklerose betrachtet. Eine wesentliche Rolle für den Wert als eigenständiger Risikofaktor kommt dabei der ergänzenden Bestimmung der Unterkategorien HDL und LDL zu. Die Empfehlungen zu den Ober-, aber auch Untergrenzen der Messwerte im Hinblick auf die Risikokonstellation wurden in den vergangenen Jahrzehnten aufgrund neuer Studienergebnisse mehrmals angepasst. Sie sind zudem abhängig von ergänzend vorhandenen Risikofaktoren sowie dem Alter und Vorerkrankungen betroffener Patienten. In Europa werden zum Beispiel die Leitlinien der European Society of Cardiology (Europäische Fachgesellschaft für Kardiologie), abgekürzt ESC und der European Atherosclerosis Society (Europäische Atherosklerosegesellschaft), abgekürzt EAS zur Behandlung einer Dyslipidämie angewandt. Diese beschreiben die Risikofaktoren, Risikoeinschätzung und Behandlungsmöglichkeiten einer Hypercholesterinämie.
2019 hat die Deutsche Gesellschaft für Kardiologie die Leitlinie der ESC weitgehend übernommen.

## Ursachen
Es gibt vielerlei Ursachen eines erhöhten Cholesterinspiegels im Blut: erbliche Erkrankungen, aber auch Diabetes, Schilddrüsenunterfunktion, Bauchspeicheldrüsenentzündung, nephrotisches Syndrom, gewisse Lebererkrankungen, Übergewicht, Alkoholismus, Schwangerschaft, die Einnahme bestimmter Medikamente (zum Beispiel Verhütungsmittel, Kortikosteroide und antiretrovirale Wirkstoffe bei HIV-Therapie) und Essstörungen. Hohe Cholesterin-Aufnahme über die Nahrung kann den LDL-C-Wert steigern.

## Bedeutung als Risikofaktor
Die Hypercholesterinämie gilt als ein Risikofaktor für kardiovaskuläre Erkrankungen wie Herzinfarkt, Schlaganfall oder periphere arterielle Verschlusskrankheit. Die anzustrebenden Zielwerte sind abhängig vom Vorhandensein weiterer Risikofaktoren und Vorerkrankungen. Allgemein sollte bei einem Gesamtcholesterinspiegel im Blut von über 200 mg/dl eine weitere Aufschlüsselung in LDL- (Low Density Lipoprotein) und HDL- (High Density Lipoprotein) Cholesterin erfolgen, da das LDL-Cholesterin als Risikofaktor gilt (in der Laiensprache als „schlechtes Cholesterin“ bekannt). HDL-Cholesterin wird manchmal als „gutes Cholesterin“ bezeichnet.

### Prävention kardiovaskulärer Ereignisse
Besondere Bedeutung kommt der Hypercholesterinämie als Risikofaktor für kardiovaskuläre Ereignisse zu (z. B. Herzinfarkt), sowohl bei jüngeren als auch älteren Erwachsenen. Ziel ist hier, in Abhängigkeit von anderen Risikofaktoren und bereits stattgehabten Ereignissen (SCORE), eine Absenkung des LDL-Cholesterins um mehr als 50 % bzw. Erreichen eines Zielwertes von 116 mg/dl bis unter 55 mg/dl.

#### Schlaganfall
Eine medikamentöse Lipidsenkung ist bei der Primärprävention vom LDL-Wert und individuellem Risikoprofil abhängig zu machen. Bestehen keine zusätzlichen Risikoindikatoren sollte der LDL-Wert unter 130 mg/dl liegen (oder therapeutisch unter diesen Wert gebracht werden). Liegen ein Diabetes mellitus, ein erhöhtes vaskuläres Risiko oder eine KHK vor, sollte er unter 100 mg/dl liegen, und bei Höchstrisikopatienten sogar unter 70 mg/dL. Dieser Wert gilt auch als Risikofaktor für eine Subarachnoidalblutung.
Nach erlittenem Schlaganfall und Hinweisen für eine manifeste Atherosklerose gibt es laut der Deutschen Gesellschaft für Neurologie Evidenz für einen niedrigen LDL-Zielwert. So sei eine intensive LDL-C-Senkung (Sekundärprävention) auf Werte < 70 mg/dl einer moderaten LDL-C-Senkung unter 100 mg/dl überlegen (Konsensstärke: 88,8 % in 2022).

#### Aneurysmen
Die Hypercholesterinämie wird als „minor Risk factor“ für die Entstehung von Bauchaorten- und Beckenarterienaneurysmen eingestuft.

### Demenz
Im mittleren Lebensalter (40–65 Jahre) kann durch Absenkung eines erhöhten LDL-Cholesterins das Risiko für Demenz um 7 % reduziert werden. Hierbei ist die Senkung des LDL-Cholesterin mit Medikamenten aus der Gruppe der Statine mit einem verminderten Risiko dementieller Veränderungen aus allen Gründen und der Alzheimer-Erkrankung assoziiert.

### Weitere Bedeutung
Die Hypercholesterinämie gilt als relative Kontraindikation für den Einsatz von Ovulationshemmern. Für die ketogene Diät (kohlenhydratarme, energie- und proteinbilanzierte sowie extrem fettreiche Diät – imitiert den metabolischen Zustand des Fastens) gilt die Hypercholesterinämie als Kontraindikation.

## Behandlung
Vorrangige Maßnahmen sind Gewichtsreduktion und sportliche Aktivität. Begleitend können eine cholesterinarme, fettreduzierte, kalorienangepasste und ballaststoffreiche Diät hilfreich sein.
In Interventionsstudien wurde untersucht, ob eine Umstellung auf eine vegetarische/vegane Ernährung geringere Cholesterinspiegel mit sich bringt. Ein Review von 14 Interventionsstudien kommt zu dem Schluss, dass sich der LDL-Spiegel bei vegetarischer Ernährung um 10–15 % verringert, bei veganer um 15–25 %. Eine Meta-Analyse aus 30 Beobachtungs- und 19 Interventionsstudien bestätigt diese Beobachtung und kommt zu dem Schluss, dass vegane Kostformen den größten Effekt zeigen. Die Lebensstilmedizin von bspw. Dean Ornish, Caldwell Esselstyn, Neal D. Barnard oder John McDougall macht sich diesen Effekt in der Behandlung zunutze.
Reduziert sich der Cholesterinspiegel trotz dieser Maßnahmen nicht ausreichend, kann eine zusätzliche medikamentöse Behandlung mittels Statinen notwendig werden. Wie stark der Cholesterinspiegel gesenkt werden soll, ist von den oben genannten individuellen Faktoren abhängig und wird in den ESC/EAS-Leitlinien genau erläutert.
Zur Senkung kommen sogenannte CSE-Hemmer (Cholesterin-Synthese-Enzym-Hemmer) vom Typ der HMG-CoA-Reduktase-Inhibitoren in Frage, die zur Verminderung des LDL-Cholesterins führen, indem sie unter anderem dessen Neubildung in der Leber hemmen. Diese Arzneistoffe sind als Statine bekannt. Weitere LDL-senkende Medikamente sind die Austauschharze (Colestyramin, Colesevelam). Des Weiteren gibt es die Wirkstoffgruppen der Fibrate und Nikotinsäurederivate, die aber in der Praxis nach den neueren Studien an Bedeutung verloren haben. [ESC Leitlinie] Nikotinsäurederivate sind sogar in den meisten Ländern nicht mehr zugelassen. Zudem gibt es auch Ezetimib, ein selektiver Cholesterinresorptionshemmer, der nach den ESC/EAS-Leitlinien als Zweitlinien- oder Kombinationstherapie zur zusätzlichen LDL-Cholesterin-Senkung angewandt werden kann. Für therapieresistente Fälle mit hohem kardiovaskulärem Risiko oder bei einer erblich bedingten Störung des Fettstoffwechsels stehen seit Ende 2015 zwei vollhumane Antikörper gegen das Protein Proproteinkonvertase Subtilisin/Kexin Typ 9 zur Verfügung, die PCSK9-Hemmer Alirocumab und Evolocumab. Sie senken das LDL-Cholesterin um durchschnittlich 57 %. Als Ultima Ratio kann bei progredienter kardiovaskulärer Erkrankung unter maximaler lipidsenkender Therapie auch die LDL-Apherese eingesetzt werden. Eine US-Studie der Georgetown University ergab, dass Chrom(III)-nicotinat mit oder ohne der gemeinsamen Einnahme von Traubenkernextrakt zu einer Senkung des Cholesterinspiegels führen kann.

## Kritik über Therapieziele
Die Arzneimittelkommission der deutschen Ärzteschaft (AkdÄ) übt Kritik und stellt 2023 die Frage „Lipidtherapie: „Je niedriger desto besser“ – und was nützt das den Patienten?“ Die AkdÄ unterbreitet ihren eigenen Leitfaden zur Cholesterinsenkung.
Prävention kardiovaskulärer Ereignisse

Eine Reduktion der Rate kardiovaskulärer Ereignisse durch Verminderung einer bestehenden Hypercholesterinämie konnte in verschiedenen Altersgruppen festgestellt werden und auch bei Patienten mit Typ II Diabetes mellitus.
Die Bundesärztekammer (BÄK) erklärt in einer Patienteninformation zur Frage „Ich habe Diabetes, aber keine Herz-Kreislauf-Erkrankung: Brauche ich ein Statin?“, dass sich ein Teil der Herzinfarkte und Schlaganfälle durch Statine verhindern lässt: Wenn 1000 Menschen mit Diabetes (aber ohne Herz-Kreislauf-Erkrankung) 4 Jahre lang ein Statin einnehmen, gibt es 8 Todesfälle weniger, 9 Schlaganfälle weniger und 12 Herzinfarkte weniger.
Primärprävention des Schlaganfalls

Der Nutzen von Statinen ist für Hochrisikopatienten insbesondere zur Vorbeugung einer Atherothrombose statistisch belegt und wird daher auch für diese Gruppe von Patienten empfohlen.
Sekundärprävention des Schlaganfalls

Nach einem ischämischen Schlaganfall wird eine Statintherapie auch bei normalem Cholesterinspiegel empfohlen.